# Mistrzostwa Oceanii w Judo 2013
26. Mistrzostwa Oceanii w judo odbywały się w dniach 13-14 kwietnia 2013 roku w Apia na Samoa. W tabeli medalowej tryumfowali zapaśnicy z Nowej Zelandii.

## Klasyfikacja medalowa
| Miejsce | Państwo           |    |    |    | Razem |
| ------- | ----------------- | -- | -- | -- | ----- |
| 1       | Nowa Zelandia     | 7  | 6  | 2  | 15    |
| 2       | Australia         | 5  | 6  | 7  | 18    |
| 3       | Nowa Kaledonia () | 0  | 0  | 1  | 1     |
| .       | Papua-Nowa Gwinea | 0  | 0  | 0  | 1     |
| Razem   | Razem             | 12 | 12 | 11 | 34    |

## Medaliści

### Mężczyźni
| Konkurencja: | Złoto:            | Srebro:        | Brąz:                       |
| −60 kg       | Lee Bronkhorst    | Tom Pappas     | Pierre Neris                |
| −66 kg       | Ivo Dos Santos    | Alister Leat   | Steven Brown Raymond Ovinou |
| −73 kg       | Jake Bensted      | Adrian Leat    | Lee Calder                  |
| −81 kg       | Mark Brewer       | Ivica Pavlinic | Eoin Coughlan               |
| −90 kg       | Ryan Dill-Russell | Mark Anthony   | ----                        |
| −100 kg      | Jason Koster      | Tim Slyfield   | Duke Didier                 |
| ponad 100 kg | Jake Andrewartha  | Gavin Kelly    | ----                        |

### Kobiety
| Konkurencja: | Złoto:            | Srebro:           | Brąz:             |
| −48 kg       | Chloe Rayner      | Chanel Kavanagh   | Kim Chalmers      |
| −52 kg       | Patricia Grogan   | Hannah Trotter    | Sharon Taylor     |
| −57 kg       | Darcina Manuel    | Adel van der Walt | Kiarn Kelly       |
| −63 kg       | Karen da Silva    | Aoife Coughlan    | Joy Williams      |
| −70 kg       | Moira de Villiers | Sara Collins      | Catherine Arscott |